# 苟变
苟变（?—?），战国时期卫国人。
子思在卫国时，向卫慎公推荐苟变说：“他的才能可领五百辆战车。”卫慎公说：“我知他能为将，但他做吏时，有次征赋，吃了百姓两个鸡蛋，所以我不用他。”子思说：“圣人选人任官，如同木匠用木料，取其所长，弃其所短；合抱的良木，朽烂之处只有几尺，优良的工匠是不会扔掉。国君现在处在战国之世，正要收罗爪牙人才，却因两个鸡蛋而舍弃了能守城的大将，此事不能让邻国知晓。”卫慎公纳谏，拜谢说：“谨受教。”